# Tauró follet
El tauró follet (Mitsukurina owstoni) és una espècie tauró lamniforme de la família Mitsukurinidae. Pot assolir els 3,85 m de longitud. Viu entre els 30 i els 1300 m de fondària.